# Eutrogia subcoeca
Eutrogia subcoeca är en fjärilsart som beskrevs av Embrik Strand 1919. Eutrogia subcoeca ingår i släktet Eutrogia och familjen nattflyn. Inga underarter finns listade i Catalogue of Life.